# Kai-Fu Lee
Kai-Fu Lee (李開復, 李开复, pinyin : Lǐ Kāifù; né le 3 décembre 1961 à Nouveau Taipei) est un informaticien, homme d'affaires et écrivain taïwanais, actuellement basé à Pékin en Chine.

## Biographie

### Formation
Vers la fin des années 1980 , il développe à l'université Carnegie-Mellon avec Sanjoy Mahajan un jeu d'Othello-Reversi sur ordinateur BILL qui bat le meilleur concurrent IAGO.
Dans le cadre de sa thèse de doctorat à l'université Carnegie-Mellon, Lee développe un système de reconnaissance vocale continue indépendant du locuteur, Sphinx.

### Parcours professionnel
Il travaille ensuite comme cadre.
- Chez Apple, à partir de 1990, il crée une équipe spécialisée sur le langage, la réalité virtuelle et contribue au développement de QuickTime.
- Chez SGI, il travaille à la réalisation d'un serveur Web.
- Recruté par Bill Gates chez Microsoft en 1998, il est chargé de monter un laboratoire d'intelligence artificielle en Chine. Ce laboratoire, Microsoft Research Asia, forme à cette discipline un grand nombre de chinois qui créent ultérieurement des entreprises. Il devient une figure médiatique de l'internet chinois malgré ses origines taiwanaises.
- Débauché par Google en juillet 2005, il crée et dirige Google China. Il est alors au centre d’un conflit juridique entre Google et son ancien employeur Microsoft en raison d'une clause de non-concurrence d'un an qu'il avait signé avec Microsoft en 2000 lorsqu'il était devenu son vice-président des services interactifs[3] ; un compromis est trouvé et il est autorisé à continuer à travailler pour Google. Il quitte Google le 4 septembre 2009, peu avant que Google ne quitte la Chine[2].

En 2009, il crée à Pékin le fonds de capital-risque Sinovation Ventures (en). Il lève successivement 15 millions de dollars, puis 180 millions de dollars dans divers pays occidentaux. Son objectif est d'aider les start-ups à sortir des produits rapidement, notamment dans les large language models (LLM's) (génération automatique de textes et d'images).
En 2013, il fait l'objet d'attaques par un magazine de propagande du parti communiste qui l'accuse de liaison à des forces étrangères, attaques promptement stoppées.

## Ouvrages, communication, sites web et blog

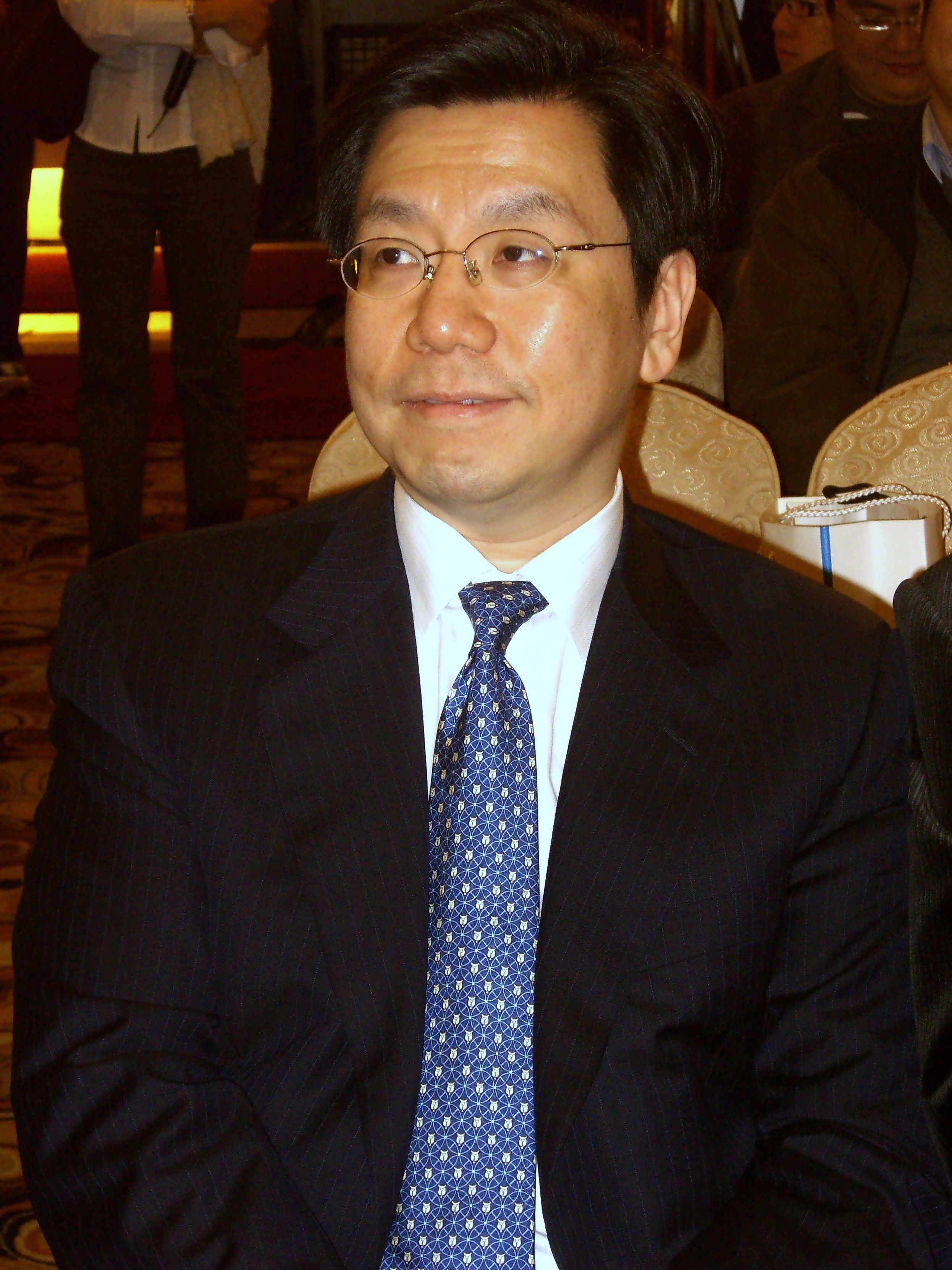
Kai-Fu Lee lors d'une conférence de presse de Google en 2007

Il crée le site internet Woxuewang (« J'apprends internet ») destiné à aider les jeunes Chinois à réussir leurs études et leur carrière. Ses « 10 lettres à des étudiants chinois » se sont largement répandues sur le Web et il est l'un des micro-blogueurs les plus suivis en Chine, en particulier sur Sina Weibo où il compte plus de cinquante millions d'abonnés.
Dans son livre, publié en 2018, I.A. La Plus Grande Mutation de l'Histoire, Lee explique comment la Chine est en passe de devenir le leader mondial en matière d'intelligence artificielle et pourrait bien surpasser les États-Unis, en raison de la situation démographique de la Chine et de sa masse considérable de données,. Dans une interview accordée le 28 septembre 2018 dans l'émission Amanpour (en) sur PBS, il souligne que l'intelligence artificielle, avec toutes ses capacités, ne sera jamais capable de créativité ni d'empathie.
Lorsqu'il fut confronté à un diagnostic de cancer avancé, dont il est soigné à partir de 2013 à Taiwan, Lee dit avoir changé sa façon de voir les choses, et serait devenu moins centré sur lui-même et moins obsédé par son désir d'avoir un impact maximum sur le monde,. Lee a également étudié la façon dont le pronostic sur son cancer avait été établi et a découvert, grâce à des modèles de machine learning avancés, que le pronostic était finalement beaucoup moins inquiétant qu'annoncé. De fait, Lee a survécu à son cancer.
Lee annonce être en faveur d'un débat sur la taxation des supers profits des géants du numérique pour redistribuer cette manne financière,,,. Lee explique que cette redistribution est d'autant plus nécessaire que l'IA, contrairement aux précédentes révolutions technologiques, ne va pas seulement détruire des emplois à faible valeur intellectuelle ajoutée, mais va également avoir un impact sur les métiers hautement intellectuels.